# Kurt Flasch
Kurt Flasch (Maguncia, 12 de marzo de 1930) es un filósofo alemán, cuya área principal de trabajo es la historia del pensamiento medieval y de la Antigüedad tardía. Fue profesor de la Universidad Ruhr de Bochum. Es miembro de diversas academias alemanas e internacionales. En 2000, fue galardonado por la Academia Alemana de Lengua y Literatura con el Premio Sigmund Freud.

## Premios y reconocimientos
- Premio Sigmund Freud, 2000
- Doctorado honoris causa de la Universidad de Lucerna, 2002[2]
- Premio Hannah Arendt, 2009
- Doctorado honoris causa de la Universidad de Basilea, 2010
- Premio Joseph Breitbach, 2012

## Obras
- Ordo dicitur multipliciter: Eine Studie zur Philosophie des "ordo" bei Thomas von Aquin (en alemán). Frankfurt: Universität Frankfurt am Main. 1956.
- Die Metaphysik des Einen bei Nikolaus von Kues: Problemgeschichtliche Stellung und Systematische Bedeutung (en alemán). Leiden: Brill. 1973.
- Das philosophische Denken im Mittelalter (en alemán). Stuttgart: Reclam. 1986.
- Einführung in die Philosophie des Mittelalters (en alemán). Darmstadt: Wissenschaftliche Buchgesellschaft. 1987.
- Augustin: Einführung in sein Denken (en alemán). Stuttgart: Reclam. 1988.
- Aufklärung im Mittelalter: Die Verurteilung von 1277 (en alemán). Mainz: Dieterich’sche Verlagsbuchhandlung. 1989.
- Logik des Schreckens: Augustinus von Hippo, Die Gnadenlehre von 397 (en alemán). Mainz: Dieterich’sche Verlagsbuchhandlung. 1990.
- Poesie nach der Pest: Der Anfang des Decameron (en alemán). Mainz: Dieterich’sche Verlagsbuchhandlung. 1992.
- Nikolaus von Kues: Geschichte einer Entwicklung, Vorlesungen zur Einführung in seine Philosophie (en alemán). Frankfurt: Vittorio Klostermann. 1998.
  - Edición en español: Nicolás de Cusa (Constantino Ruiz-Garrido, trad.). Barcelona: Herder Editorial. 2003. ISBN 978-84-254-2261-4.
- Die geistige Mobilmachung: Die deutschen Intellektuellen und der Erste Weltkrieg, Ein Versuch (en alemán). Berlin: Alexander Fest. 2000.
- Über die Brücke: Mainzer Kindheit 1930–1949 (en alemán). Mainz: H. Schmidt Universitätsdruckerei. 2002.
- Vernunft und Vergnügen: Liebesgeschichten aus dem Decameron (en alemán). Munich: C.H. Beck. 2002.
- Philosophie hat Geschichte (en alemán). Frankfurt: Vittorio Klostermann. 2003.
- Was ist Zeit? Augustinus von Hippo: Das XI. Buch der Confessiones, Historisch-philosophische Studie, Text – Übersetzung – Kommentar (en alemán). Frankfurt: Vittorio Klostermann. 2004.
- Eva und Adam: Wandlungen eines Mythos (en alemán). Munich: C.H. Beck. 2005.
- Meister Eckhart: Die Geburt der "Deutschen Mystik" aus dem Geist der arabischen Philosophie (en alemán). Munich: C.H. Beck. 2006.
- Dietrich von Freiberg. Philosophie, Theologie, Naturforschung um 1300 (en alemán). Frankfurt: Vittorio Klostermann. 2007.
- Kampfplätze der Philosophie: Große Kontroversen von Augustinus bis Voltaire (en alemán). Frankfurt: Vittorio Klostermann. 2008.
- Meister Eckhart: Philosoph des Christentums (en alemán). Munich: C.H. Beck. 2010.
- Commedia und Einladung, Dante zu lesen (en alemán). Frankfurt: S. Fischer. 2011.
- Was ist Gott? Das Buch der 24 Philosophen (en alemán). Munich: C.H. Beck. 2011.
- Warum ich kein Christ bin: Bericht und Argumentation (en alemán). Munich: C.H. Beck. 2013.
- Der Teufel und seine Engel: Geschichte einer Verführung (en alemán). Munich: C.H. Beck. 2015.
- Katholische Wegbereiter des Nationalsozialismus. Michael Schmaus, Joseph Lortz, Josef Pieper (en alemán). Frankfurt: Vittorio Klostermann. 2021. ISBN 978-3-465-02706-5.